# 린네쇠주머니쥐
린네쇠주머니쥐 (Marmosa murina)는 남아메리카에 서식하는 주머니쥐과에 속하는 유대류의 일종이다. 커먼쇠주머니쥐 등으로도 불린다.

## 분포
콜롬비아와 베네수엘라, 트리니다드 토바고, 가이아나, 수리남, 프랑스령 기아나, 브라질, 에콰도르 동부, 페루 동부, 볼리비아 동부 지역에 분포한다. 이 주머니쥐는 숲 근처의 물가와 사람 거주지 근처에서 주로 발견된다. 야행성 동물로 나무의 가지와 구멍 또는 새들이 떠난 둥지에 나뭇가지를 엮은 은신처에서 생활한다.

## 습성
먹이는 곤충, 거미, 도마뱀, 새알, 조류의 새끼, 과일 등이다. 린네쇠주머니쥐의 임신 기간은 약 13일이며, 보통 5-10마리를 낳는다.